# NGC 1002
NGC 1002 je galaksija u zviježđu Trokut.

## Vanjske poveznice
- SEDS: NGC 1002